# محمد بحر
محمد بحر (1 أكتوبر 1957- ) هومغني تونسي .

## مسيرته
بدأ مشواره الفني في أواسط السبعينات مع فرقة أمازيغن للموسبقى البديلة. وغنى على مدارج الجامعة وفي الأوساط النقابية. وقد عاصر فنانين آخرين من بينهم الهادي قلة وتوفيق المستاوي والأزهر الضاوي بالإضافة إلى فرق ملتزمة من بينها البحث الموسيقي وعشاق الوطن. وقد غنى محمد بحر لمظفر النواب وأحمد فؤاد نجم ومحمود درويش وآدم فتحي والطاهر الهمامي و جمال قصودة...
هذا الفنان هو أيضا من ناشطي اليسار سواء في بلده تونس أو في فرنسا حيث يقيم، إذ هو من مؤسسي (أو من المنضوين في) العديد من الجمعيات التي تعنى بشؤون المهاجرين وثقافتهم وهويتهم مثل Art et Culture des deux Rives «فن وثقافة الضفتين» و FTCR [الفرنسية] (Fédération des Tunisiens pour une citoyenneté des deux rives) «الاتحاد التونسي من أجل المواطنة على الضفتين» و l’UTIT (Union des travailleurs immigrés tunisiens)«اتحاد العمال المهاجرين التونسيين»، فضلا عن انخراطه في كل النضالات الوطنية منذ سبعينات القرن الماضي.

## المسيرة الدراسية
- 1963-1978: تعليم ابتدائي وثانوي بقصور الساف والمهدية
- 1978: نيل شهادة البكالوريا
- 1979: بداية الدراسة الجامعية بجامعة باريس 3 (السوربون الجديدة)
- 1981: نيل شهادة الدراسات الجامعية العامة في مجال العلوم المسرحية
- 1983: الحصول على الإجازة
- 1984: مناقشة أطروحة ماجستير بعنوان Le Chant et la musique dans le théâtre arabe en Tunisie «الغناء والموسيقى بالمسرح العربي بتونس» تحت اشراف الأستاذ ريشارد ديمرسي Richard Demarcy [الفرنسية]
- 1989: نيل دبلوم الدراسات المعمقة بعد مناقشة أطروحة بعنوان Mouvement des chanteurs contestataires en Tunisie «الحركة الاحتجاجية للمغنين في تونس» تحت اشراف الأستاذ جان ريمي جوليان Jean Rémy Julien

## محطات من المسيرة الفنية
- 1979 كانت سنة البداية مع أحد روادالأغنية الملتزمة في تونس وهو حمادي العجيمي، اذ انتمى محمد بحر لفترة قصيرة لفرقة أمازيغن (الرجال الأحرار) وكانت له مشاركات مهرجانية عدة منها مهرجان الموسيقى المغاربية في باريس.
- 1980: شارك في مهرجان سطيف بالجزائر ثم بالأيام الثقافية في باريس وبمهرجان قرطاج.
- 1981: سجل أول شريط صوتي (كاسيت) وخصص عائداته لمساعدة مساجين الرأي في العالم العربي
- 1983: أصدر أول اسطوانة بعنوان Chants pour les Oliviers «أغان للزيتون» وخصص عائدات مبيعاتها لإغاثة الناجين  من مجازر صبرا وشاتيلا

في نفس السنة قدم حفلات بمصر في القاهرة والأسكندرية
- 1985 : أصدر اسطوانته الثانية « les oiseaux de la liberté » طيور الحرية
- 1988 : هو ثالث فنان تونسي (وللسنة الثالثة على التوالي) ينال جائزة اذاعة فرنسا الدولية RFI : الجائزة الخاصة وجائزة الجمهور، بعد الزين الصافي سنة 1986 وآمال الحمروني ضمن فرقة البحث الموسيقي سنة 1987

## التدريس
شغل محمد بحر خطة أستاذ موسيقى ودرّس المادة لطلبة الإعدادي والعالي:
- 1992: بالمعهد العالي للفن المسرحي (ISAD)بتونس.
- 2000- 2001 : بمعهد بابلو بيكاسو بكارج ليه جونيس Garges-lès-Gonesse بفرتسا.
- 2001 - 2002 : بمعهد أناتول فرانس « Anatole France » بسارسيل Sarcelles بفرنسا.

وهو يشرف على إدارة كورالACDR (Arts et Culture des Deux Rives) «فنون وثقافة الضفتين»
في إطار نشاطه الجمعياتي بالمهجر.

## من أغانيه
- كلاب الليل في باريس تتبعك
- القدس عروس عروبتكم
- دور خضراء
- كاس الجراح
- أبوك كان زناد
- طير الحجر

بلإضافة للعديد من الأغاني الأخرى 
(تم اعتماد الصفحة الفرنسية كمصدر للمعلومات المستقاة بخصوص المسيرة الدراسية لهذه الشخصية الفنية)